# Ragù napoletano

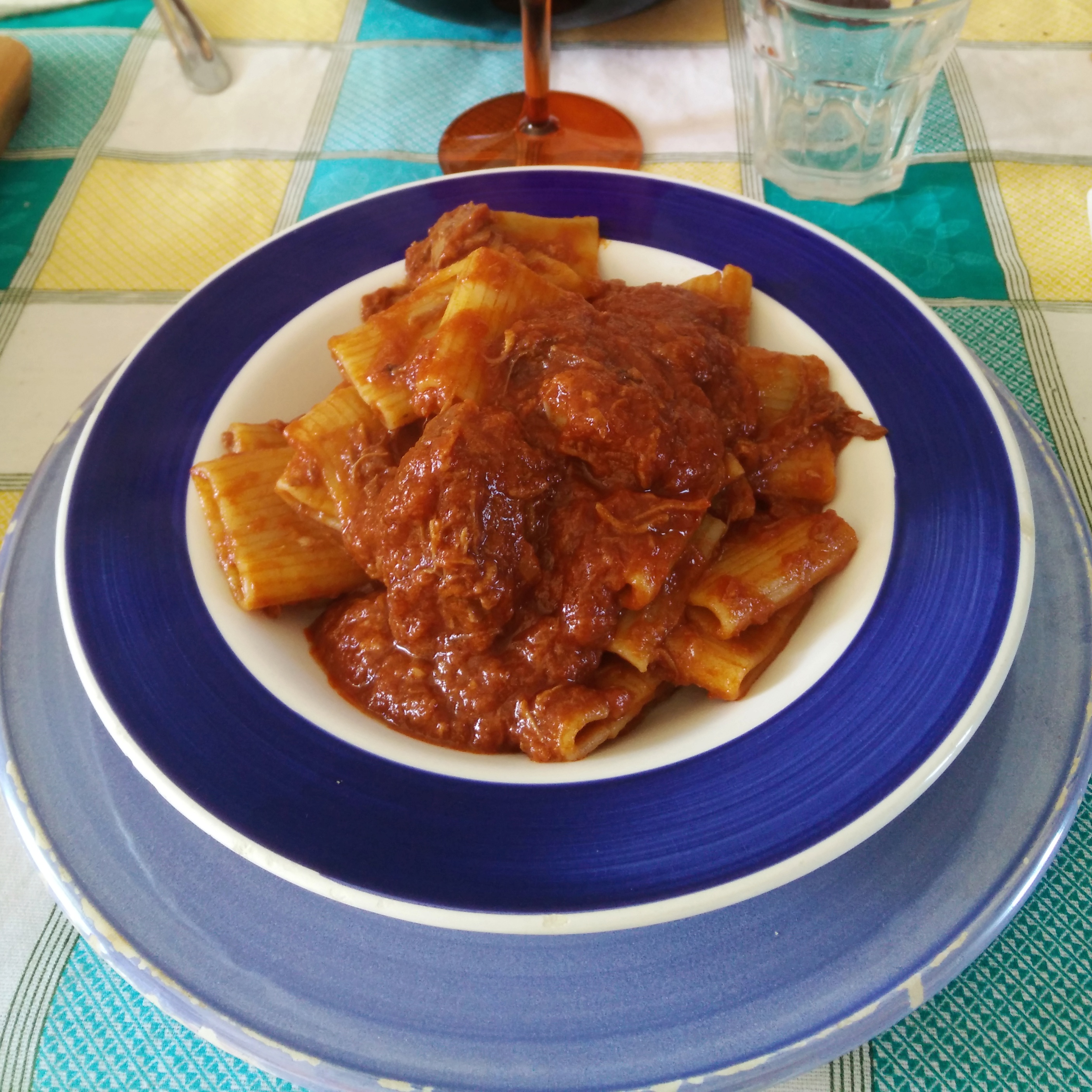
Pasta con ragù napolitano.

El Ragù napoletano [raˈɡu napoleˈtaːno] es una salsa que acompaña a la pasta muy tradicional de la cocina napolitana (Italia). Se elabora como un ragú (o rraù' en dialecto de napolitano) a base de carne de buey , etc. todo ello cocido muy lentamente (se menciona en algunas recetas cocción de hasta seis horas) con salsa de tomate concentrado y caldo de carne. Esta salsa es fundamental en la gastronomía de la ciudad de Nápoles (como su pizza) y su larga elaboración la hace una salsa generalmente casera.
El ragù napolitano es probablemente el condimento más conocido de la cocina napolitana con alta complejidad de preparación también debido a los tiempos de preparación muy largos.
Por estas y otras razones, el ragú napolitano resulta ser un plato típicamente festivo (el plato del domingo) que consiste en la unión de piezas de carne elegidas cocida en salsa de tomate, San Marzano ( de seis a ocho horas ), a fuego muy lento.

## Características
Se diferencia del ragù bolognese en dos cosas: la boloñesa tiene la carne picada o molida (generalmente de cerdo) y el napolitano emplea trozos irregulares de otras carnes; además, la boloñesa no emplea tanto tiempo de cocinado y se sirve a veces 'al instante' (recién hecha). Tienen ambas usos similares como acompañamiento de platos de pasta y se emplean en la lasagna o lasaña proporcionándole en cada caso el nombre del lugar: si se emplea 'ragù napoletano' se tiene la 'lasagna napolitana' y si se emplea el 'ragù bolognese' se tiene la 'lasagna bolognese'. 

## Costumbres
Es un plato de preparación lenta que requiere tiempo y paciencia y que en la ciudad de Nápoles es costumbre prepararlo el sábado para ser servido el domingo en la comida familiar en algún plato de pasta italiana. 